# Larryleachia
Larryleachia är ett släkte av oleanderväxter. Larryleachia ingår i familjen oleanderväxter.
Kladogram enligt Catalogue of Life:
| Larryleachia | \| \| Larryleachia cactiformis \| \| \| \| \| \| Larryleachia marlothii \| \| \| \| \| \| Larryleachia perlata \| \| \| \| \| \| Larryleachia picta \| \| \| \| \| \| Larryleachia sociarum \| \| \| \| \| \| Larryleachia tirasmontana \| \| \| \| |
|              | \| \| Larryleachia cactiformis \| \| \| \| \| \| Larryleachia marlothii \| \| \| \| \| \| Larryleachia perlata \| \| \| \| \| \| Larryleachia picta \| \| \| \| \| \| Larryleachia sociarum \| \| \| \| \| \| Larryleachia tirasmontana \| \| \| \| |
|              | Larryleachia cactiformis |
|              | |
|              | Larryleachia marlothii |
|              | |
|              | Larryleachia perlata |
|              | |
|              | Larryleachia picta |
|              | |
|              | Larryleachia sociarum |
|              | |
|              | Larryleachia tirasmontana |
|              | |